# Diocesi di Irenopoli di Cilicia
La diocesi di Irenopoli di Cilicia (in latino Dioecesis Irenopolitana in Cilicia) è una sede soppressa del patriarcato di Antiochia e una sede titolare della Chiesa cattolica.

## Storia
Irenopoli di Cilicia, la cui localizzazione in Turchia è ancora incerta, è un'antica sede episcopale della provincia romana della Cilicia Seconda nella diocesi civile d'Oriente. Faceva parte del patriarcato di Antiochia ed era suffraganea dell'arcidiocesi di Anazarbo, come documentato da una Notitia episcopatuum datata alla seconda metà del VI secolo.
La diocesi, attestata a partire dagli inizi del IV secolo, inizialmente faceva parte della provincia ecclesiastica di Tarso. Tra la fine del IV e gli inizi del V secolo Irenopoli divenne suffraganea dell'arcidiocesi di Anazarbo, nuova sede metropolitana della Cilicia Seconda. La città episcopale si chiamava Neroniade, mutato in Irenopoli nel corso del IV secolo.
Il primo vescovo noto di Irenopoli è Narciso, il cui lungo episcopato è documentato molte volte nelle fonti coeve. Appare per la prima volta nel 314, quando prese parte al concilio di Ancira e a quello di Neocesarea; fu poi uno dei padri del concilio di Nicea del 325; aderì in seguito all'arianesimo e partecipò al concilio di Sardica del 344 circa, per poi separarsene assieme agli altri vescovi ariani e partecipare al sinodo alternativo di Filippopoli; acerrimo nemico di Atanasio di Alessandria, è ancora documentato nel 358 e morì poco dopo.
Nella prima metà del V secolo è noto un anonimo vescovo di Irenopoli, menzionato nel 433 e denunciato nel sinodo di Gerapoli del 434. Indimo è documentato in tre occasioni: al concilio di Efeso del 449, al concilio di Calcedonia del 451 e al concilio di Costantinopoli del 459 contro i simoniaci. Segue il vescovo Basilio, asceta che visse all'epoca dell'imperatore Anastasio I (491-518). Il successore Giovanni venne deposto per ordine di Giustino I nel 518 per la sua adesione al partito severiano monofisita. Procopio prese parte al sinodo riunito a Mopsuestia nel 550. Infine Paolo era presente al concilio in Trullo nel 691-692.
Irenopoli fu occupata dagli arabi nella prima metà del VII secolo. La diocesi, passata interamente al monofisismo, divenne sede stabile di un vescovo della Chiesa ortodossa siriaca. Una serie episcopale è documentata nel IX e nel X secolo. Anche questa diocesi scomparve in seguito alla distruzione della città ad opera del generale bizantino Melias nel 915.
Dal XIX secolo Irenopoli di Cilicia è annoverata tra le sedi vescovili titolari della Chiesa cattolica; la sede è vacante dal 4 luglio 1975.
Eubel ipotizza che Nicola, episcopus Drenopolitanus, menzionato nel 1384, possa in realtà essere letto come Irenopolitanus.

## Cronotassi

### Vescovi greci
- Narciso † (prima del 314 - 358 o 359 deceduto) (vescovo ariano)

- Anonimo † (prima del 433 - dopo il 434)
- Indimo † (prima del 449 - dopo il 459)
- Basilio †
  - Giovanni † (? - 518 deposto) (vescovo monofisita)
- Procopio † (menzionato nel 550)
- Paolo † (prima del 691 - dopo il 692)

### Vescovi titolari
- Alfred-Jules Mélisson † (9 febbraio 1925 - 11 luglio 1925 nominato arcivescovo titolare di Viminacio)[9]
- Alexandre-Philibert Poirier † (14 dicembre 1925 - 24 agosto 1927 succeduto vescovo di Tarbes e Lourdes)
- Antoni Władysław Szlagowski † (22 giugno 1928 - 24 novembre 1945 nominato arcivescovo titolare di Cotieo)
- Allen James Babcock † (15 febbraio 1947 - 23 marzo 1954 nominato vescovo di Grand Rapids)
- Oscar de Oliveira † (25 maggio 1954 - 31 gennaio 1959 nominato arcivescovo coadiutore di Mariana)
- Georges Jacquot † (20 maggio 1959 - 13 febbraio 1961 succeduto vescovo di Gap)
- Gaetano Michetti † (31 maggio 1961 - 4 luglio 1975 succeduto vescovo di Pesaro)